# Rosato Rosati

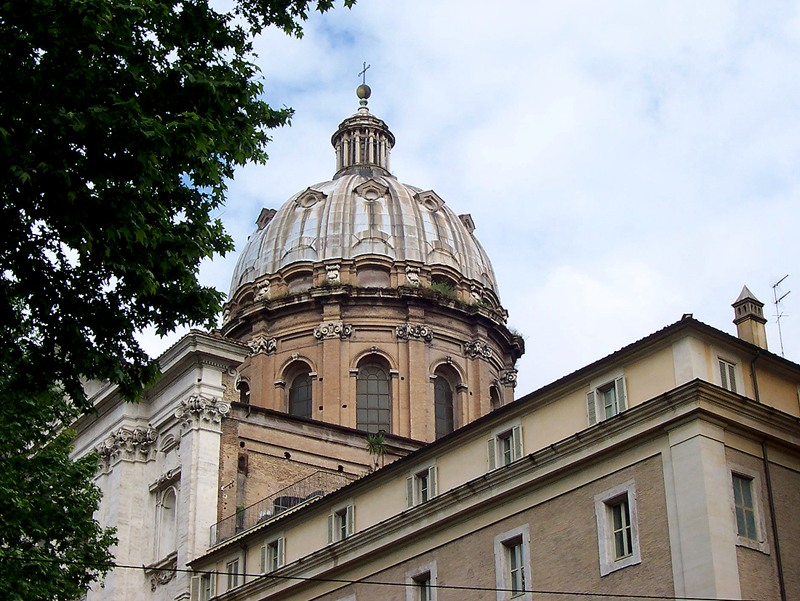
Cúpula de San Carlo ai Catinari.

Rosato Rosati, 1559 en Montalto delle Marche - 1622 en Macerata, fue un arquitecto del barroco italiano (siglo XVI-XVII).
Estudió en Bolonia y Roma, donde fue canónigo de San Lorenzo en Damaso. Diseñó la iglesia de San Carlo ai Catinari (1612-20), notable iglesia romana del Renacimiento tardío, rematada con una esbelta cúpula, la terecera de Roma por altura, también diseñada por Rosati. Otra de sus obras es la iglesia de San Giovanni (San Juan), en Macerata, terminada en 1625 cuando ya había fallecido Rosati. Parece que también fue pintor y trabajó el modelado en cera.